# Trzeszków
Trzeszków – wieś w Polsce, położona w województwie świętokrzyskim, w powiecie starachowickim, w gminie Pawłów.
W latach 1975–1998 miejscowość położona była w województwie kieleckim.
Według danych z 2011 roku miejscowość zamieszkiwało 337 osób.
Wierni Kościoła rzymskokatolickiego należą do parafii Parafia św. Małgorzaty w Chybicach.

## Części wsi
| SIMC    | Nazwa             | Rodzaj    |
| ------- | ----------------- | --------- |
| 0261150 | Trzeszków-Kolonia | część wsi |

## Historia
Według Długosza – połowie XV wieku, wieś Trzeszków w parafii Pawłów, była własnością pani Gruszczyńskiej z domu Gniewosz. Było tu 8 łanów kmiecych, 2 karczmy z rolą i 1 zagroda. Z 4 łanów i karczmy pobierał dziesięcinę, wartości 5 grzywien biskup krakowski, z innych zaś łanów prepozytura kielecka. Folwark rycerski oddawał dziesięcinę plebanowi w Pawłowie (Długosz L.B. t. I, s,440, t.II, s.485). Według registru poborowego powiatu sandomierskiego z roku 1578 Stanisław Brzeziński płacił pobór od 6 osadników, z 3 łanów (Pawiński, Małop., 191).
W wieku XIX Trzeszków to wieś z folwarkiem w powiecie iłżeckim, gminie i parafii Chybice, odległy od Iłży 28 wiorst. Około roku 1892 posiadał 18 domów i 151 mieszkańców 169 mórg dworskich, 261 mórg włościańskich. Według spisu miast, wsi, osad Królestwa Polskiego z 1827 r. było 16 domów i 81 mieszkańców. Tarczek wchodził w skład dóbr Chybice.